# Kathy Kiera Clarke
Kathy Kiera Clarke är en skådespelare från Nordirland som är född i Belfast. 
Clarke har agerat både på scen, film och i TV. Hon har bland annat gjort rollen som Frances, flickvän till Ivan Cooper i den uppmärksammade filmen Bloody Sunday, en rollprestation som resulterade i en IFTA Award-nominering (Irish Film and Television Awards) Kathy har även varit med och grundat Marrillac Theatre Company
Förekommer även som Kathy Keira Clarke 

## Filmer i urval
- Small Engine Repair (2006) .... Agnes
- Omagh (2004).... Elizabeth Gibson
- Solid Air (2003).... Nicola Blyth
- Bloody Sunday (2002)  .... Frances
- The Most Fertile Man in Ireland (1999) .... Rosie